# Tingri
Tingri ou Dingri ou Dhingri (tibétain : དིང་རི་, Wylie : Ding-ri ; translittération chinoise chinois : 定日 ; pinyin : dìngrì), nom officiel en chinois, Gangga zhen (chinois : 岗嘎镇 ; pinyin : gǎnggā zhèn) est un bourg-canton située dans le Xian de Tingri (préfecture de Shigatsé), dans la région autonome du Tibet (Chine), à une altitude d'environ 4300 mètres. Sa population est de 523 habitants.

## Situation géographique
Étant à approximativement 60 km au nord-ouest de l'Everest et à environ 50 km de la frontière népalaise, le village est souvent utilisé comme base par les alpinistes de montagne se préparant à gravir l'Everest ou le Cho Oyu (8201 m). Il est connu pour ses vues spectaculaires de l'Everest, du Mont Lhotse (8510 m) et du Mont Makalu (8463 m) dans ce qui est le plus haut groupe de montagnes au monde.

## Cadre
Tingri donne son nom au bassin étendu des hautes terres à plus de 4500 mètres d'altitude qui est appelé la plaine de Tingri. On doit traverser le col de Lakpa (5220 m) au nord pour atteindre la vallée du Tsangpo. Peu profondes, les rivières d'eaux rapides de neige fondue alimentent les prés herbeux permettant aux animaux de paître. Dans la plaine, il y avait autrefois des gazelles, des moutons bleus, des antilopes et des kiangs ou ânes sauvages en abondance. L'armée chinoise a une petite base à proximité.

## Histoire
Tingri fut un poste militaire stratégique avant d'être un poste d'approvisionnement important où les sherpas du Népal échangeaient du riz, des grains et du fer contre de la laine, du bétail et du sel tibétains.

## Patrimoine
Tingri Lankor (Ding ri glang 'khor), la résidence de Padampa, fut fondée en 1097 par le bouddhiste indien du Sud, Padampa Sangye (mort en 1117), qui se rendit cinq fois au Tibet et joua un rôle important dans le rétablissement du Buddhadharma au Tibet. Son épouse était la célèbre dakini tibétaine Machik Labdron. Le gompa ou temple, construit dans la grotte de méditation du Padampa Sangye, est devenu le siège de l'École Dampapa du bouddhisme tibétain. Il est en cours de restauration.

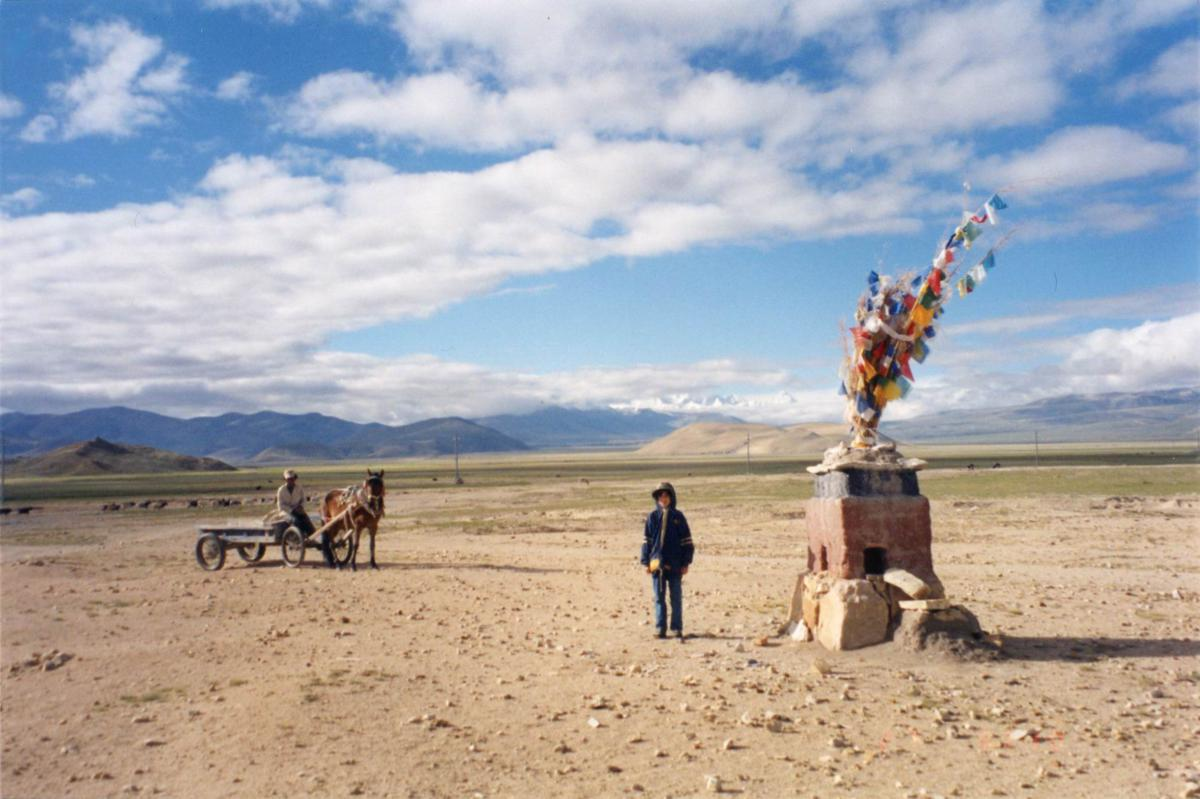
Vue de l'Himalaya depuis Tingri.
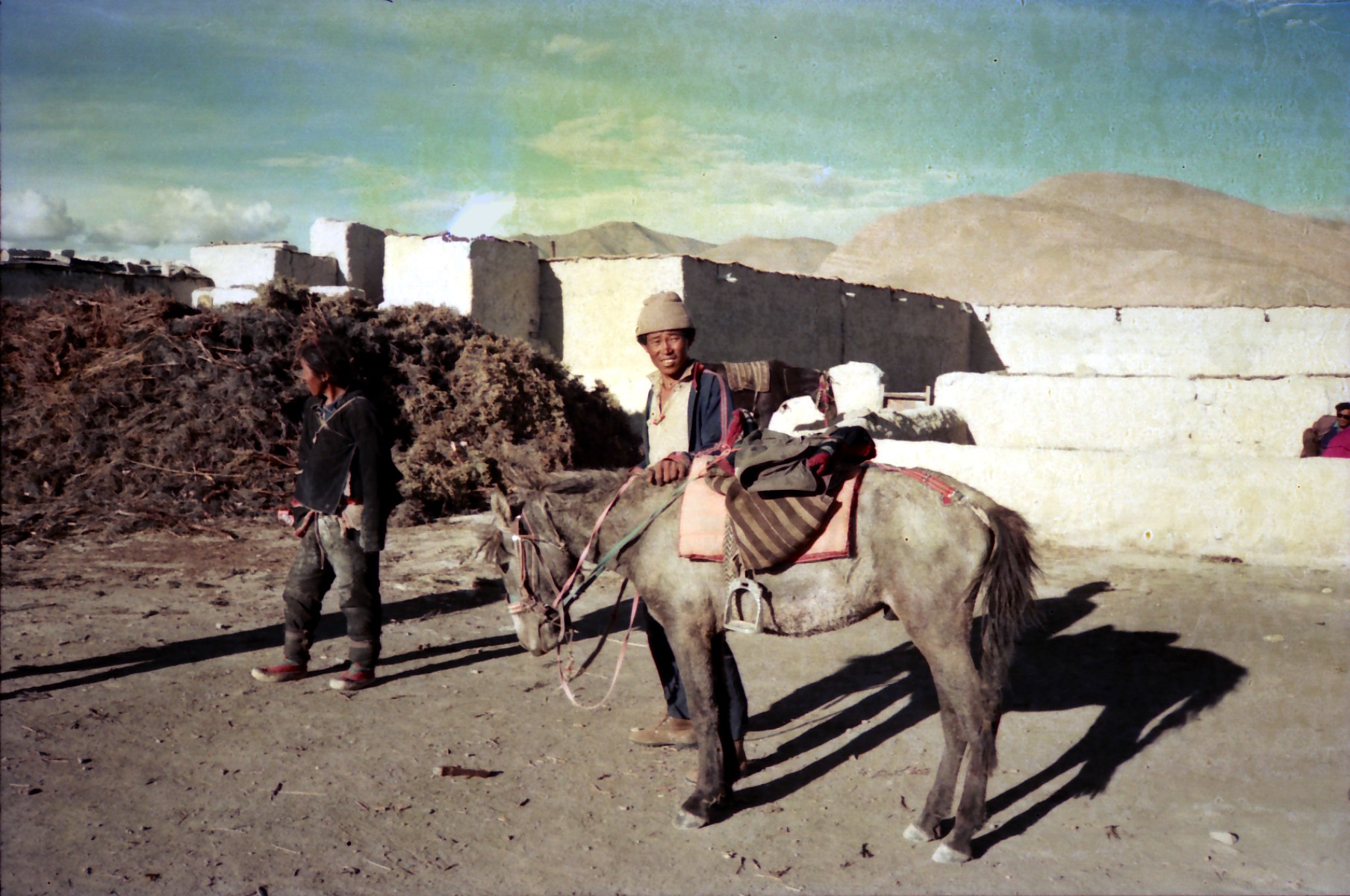
Village de Tingri en 1993.
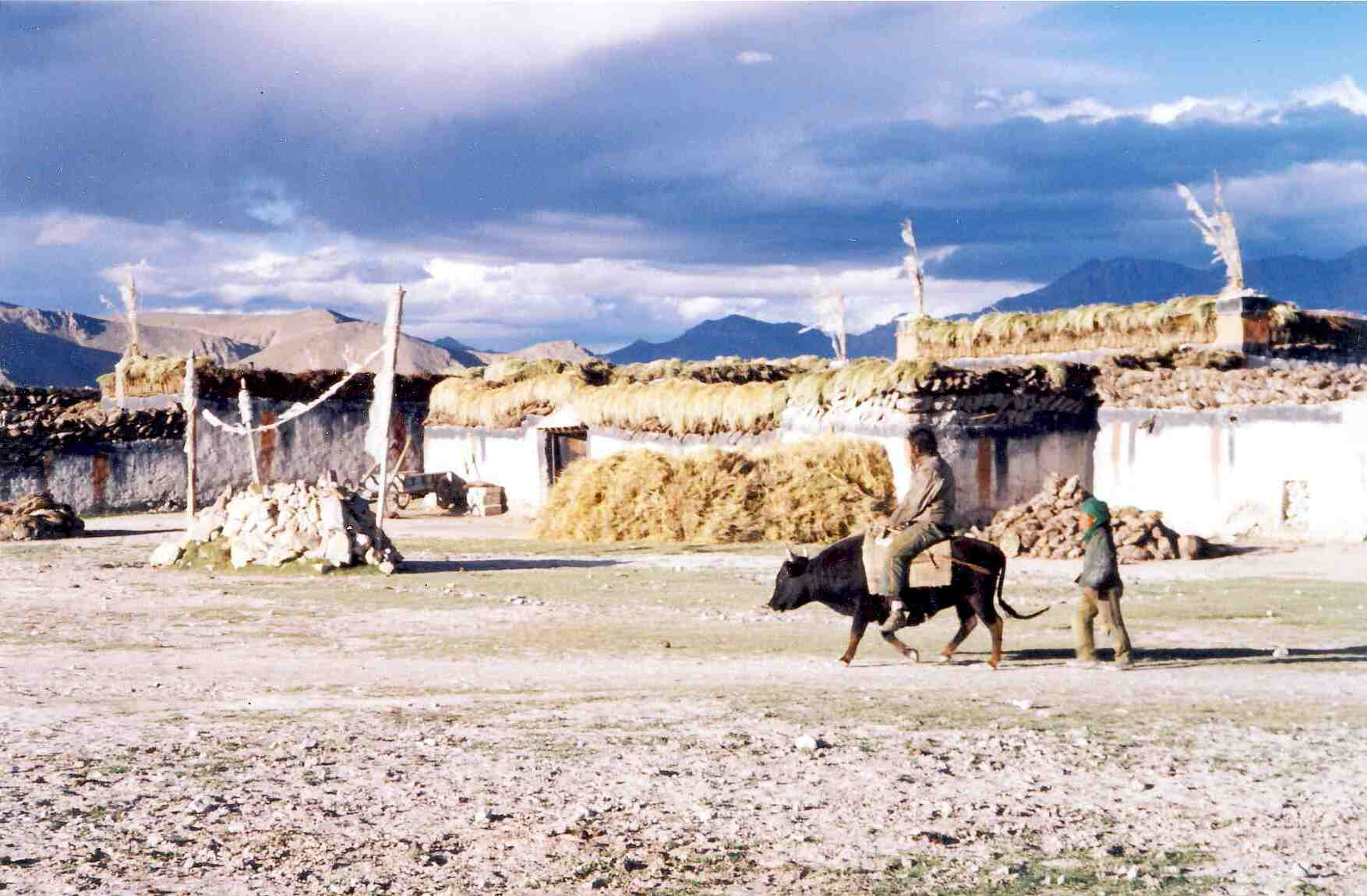
Sur un dzo, à Tingri, en 1993.